# Popillia costipennis
Popillia costipennis är en skalbaggsart som beskrevs av Ohaus 1908. Popillia costipennis ingår i släktet Popillia och familjen Rutelidae. Inga underarter finns listade i Catalogue of Life.